# Ciliopátia

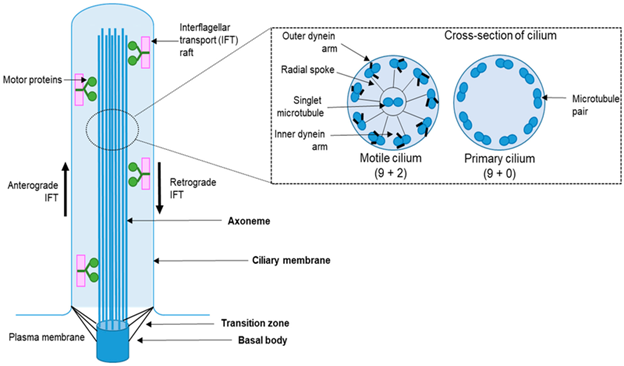
Csilló

A ciliopátiák a genetikai betegségek olyan változatos csoportja, melyet az erősen specializált, evolúciósan állandósult és sok eukarióta sejtben megtalálható elsődleges csillók szerkezetének vagy működésének zavara okoz. Az elsődleges csillók a szignáltranszdukció szabályozásában fontosak, ez számos fejlődési és fiziológiai folyamatban fontossá teszi.
Az elsődleges csillók széles körű előfordulása miatt hibás működésük számos betegséghez vezethet. A szindrómás ciliopátiák, például a Bardet–Biedl-szindróma (BBS), általában több szervrendszert érintenek, például a retinát, a veséket, a központi idegrendszert és a vázrendszert. Ez a csillók fontosságát mutatja meg az embrionális fejlődésben, az érzékelésben és a homeosztázisban.
A ciliopátiák genetikai alapja összetett, jelentős allél-heterogenitást és pleiotrópiát mutatnak, vagyis egy gén változása különböző rendellenességeket okozhat, míg a különböző mutációk egymással átfedő tüneteket okozhatnak. E változékonyság a genotípus-fenotípus párosítást különösen megnehezíti. A genetikai technológiák, például az expressziós kvantitatív tulajdonságlokuszok (eQTL) elemzésének előrehaladása segít a betegséget okozó molekuláris mechanizmusok megértésében. Bár a ciliogenezis és a molekuláris útjai megismerésében jelentős előrehaladás történt, a terápiák fejlesztése továbbra is korai fázisban van. A génterápia és más molekuláris megközelítések ígéretesek lehetnek, de a tudományos és technológiai akadályokat még le kell győzniük azok széles körű alkalmazása előttdely.
A szinte minden sejttípuson megtalálható elsődleges csillók érzékelő szerkezetek, és környezeti jeleket integrálnak. E funkciók sérülése súlyos betegségekhez, például policisztás vesebetegséghez, Bardet–Biedl-szindrómához, Joubert-szindrómához és elsődleges csillós diszkinéziához vezethet. Még a nem közvetlenül a csillókhoz kapcsolódó fehérjék, például a mitokondriumokban lévő XPNPEP3 is ciliopátiákat okozhat a csillófunkcióhoz fontos fehérjék érintettségével.
Az 1990-es években jelentős előrehaladás történt a csillók jelentőségének megértésében. A csillók hibáit genetikai betegségekben, például nephronophthisisben és elsődleges csillós diszkinéziában is azonosították, és egyértelmű lett, hogy a csillószerkezet és a transzportmechanizmusok hibái magyarázhatják a széles körű, sokszervi tüneteket a ciliopátiás betegekben.
Bár a csillók fejlődésbiológiai és betegségek terén való fontosságáról szóló ismeretek az előző 10 évben jelentősen nőttek, sok szövetben betöltött funkciójuk még nem ismert teljesen. A jelenlegi kutatások különösen a csillóközi transzport, a szignálrecepció és a csillóasszociált fehérjekomplexek zavarai és a ciliopátiák patogenezise közti kapcsolatra irányulnak.

## Tünetek
Mivel a csillók számos sejttípusban és szövetben megtalálhatók, hibájuk vagy zavaruk a teljes testet érinti. A csillók rendellenes működése gyakran több tünetet okoz, például:
- retinadegeneráció[1]
- elhízás[1]
- vesediszfunkció[1]
- májbetegségek[1]
- cukorbetegség[1]
- hypertensio[1]
- polidaktília[1]
- hallászavar[1]
- vázrendszeri anomáliák[1]
- kongenitális szívbetegségek[1]
- anozmia[1]
- abnormális szívméret[1]
- meddőség[1]
- értelmi fogyatékosság[1]

Bár jelentős előrelépések történtek a csillók és betegségben betöltött szerepük ismeretében, sok ismeret még nincs meg. A folyamatban lévő kutatások fontosak a ciliopátiák mechanizmusainak megértésében és a hatékony terápiás módszerek fejlesztésében.

## Ciliopátiák
| Elsődleges ciliopátia                   | OMIM   | Tünetek | Gén(ek) | Érintett szervek/szervrendszerek             |
| --------------------------------------- | ------ | --- | --- | -------------------------------------------- |
| Alström-szindróma                       | 203800 | Elhízás, retinitis pigmentosa, diabetes mellitus, hipotiroidizmus, hipogonadizmus, csontdiszplázia, kardiomiopátia, tüdőfibrózis       | ALMS1 | szem, fül, máj                               |
| asphyxiatiós mellkasi diszplázia        | 208500 | mellkasi deformitás, veseciszták, retinitis pigmentosa, csontdiszplázia, polidaktília                                                  | DYNC2H1, IFT80, IFT139, IFT140, IFT144, WDR35 | agy, retina, tüdő, máj, hasnyálmirigy, vese. |
| Bardet–Biedl-szindróma                  | 209900 | elhízás, polidaktília, fejlődési zavar, retinitis pigmentosa, veserendellenességek, anozmia, hipogonadizmus, kongenitális szívbetegség | ARL6, BBS1-12, CEP290, MKKS, MKS1, MKS3, SDCCAG8, TRIM32, WDPCP | vázrendszer, vese, szem                      |
| Ellis van Creveld-szindróma             | 225500 | chondrodisztrófia, polidaktília, ektodermális diszplázia, kongenitális szívbetegség                                                    | EVC, EVC2 | csont, bőr, fogak, szív                      |
| Joubert-szindróma                       | 213300 | központi idegrendszeri elváltozások, fejlődési zavar, ataxia, retinitis pigmentosa, polidaktília, farkastorok                          | ATXN10, AHI1, ARL13B, C5ORF42, CC2D2A, CEP41, CEP290, CORS2, INPP5E, JBTS1, JBTS3, JBTS4, KIF7, NPHP1, NPHP3, RPGRIP1L, TCTN1, TCTN2, TMEM67, TMEM138, TMEM216, TMEM237 | Rentia, kidney, and liver                    |
| Meckel–Gruber-szindróma                 | 249000 | veseciszták, polidaktília, fejlődési zavar, központi idegrendszeri rendellenességek, kongenitális szívbetegség, farkastorok            | B9D1, B9D2, CC2D2A, CEP290, MKS1-6, MKKS, NPHP3, RPGRIP1L, TCTN2, TMEM67, TMEM216                                                                                       | csontrendszer, vesék, máj, szív              |
| Nephronophthisis                        | 256100 | Veseciszták, interstitialis nephritis, májfibrózis, retinitis pigmentosa                                                               | ALMS1, ATXN10, CEP290, GLIS2, IFT139, INVS, NEK8, NPHP1-11, TCTN2, TTC21B, TTC8, WDR19, XPNPEP3                                                                         | Vese                                         |
| 1-es típusú orofaciodigitális szindróma | 311200 | Polidaktília, szindaktília, farkastorok, agyi anomáliák, fejlődési zavar, veseciszták                                                  | OFD1 | Arc                                          |
| Policisztás vesebetegség                | 173900 | Korai veseciszták, májfibrózis | PKHD1 | Vese                                         |

## Patofiziológia
A csillók mikroszkopikus szőrszerű szerkezetek, melyek szinte minden emlős sejtjeiből kiindulnak Összetett fehérjeszerkezetekből állnak, és számos sejtfunkcióban részt vesznek, például a mozgásban és a jelátvitelben.
A csillók két fő szerkezeti típusba sorolhatók a mikrotubulusokból álló axonéma szerkezete alapján: ezek a mozgó és a nem mozgó (elsődleges) csillók. Előbbiek általában 9+2 elrendezésben találhatók meg: 9 külső mikrotubulusdublett vesz körül egy központi mikrotubuluspárt. E szerkezet mozgásra specializálódott, lehetővé téve olyan funkciókat, mint az epitéliumon át való folyadéktranszport, a sejtmozgás és a hímivarsejtek előrehaladása.
Ezzel szemben az elsődleges (nem mozgó) csillók szerkezete 9+0: a 9 külső dublett központi pár nélkül található. Ez mozgás helyett sejtantennaként működik, fontos szerepet játszva az érzékelésben, a sejten belüli jelzésben és a fejlődési utak szabályozásában, beleértve az organogenezist. Az elsődleges csillók elsősorban a jelátvitelben és a sejthomeosztázisban részt vevő érzékelő sejtszervecskék.
E szerkezeti megkülönböztetés alapvető a ciliopátiák és tüneteik által érintett különböző biológiai funkciók megértésében.

## Genetika
A ciliopátiák genetikailag heterogén betegségek, melyeket a csillók szerkezetével és funkciójával kapcsolatos gének mutációi okoznak. Ezek egyedi jellemzője, hogy egy gén több betegségben is közrejátszhat, és több gén hasonló fenotípusokhoz vezethet. Például vannak gének, melyek egyes mutációi Meckel–Gruber-, mások Bardet–Biedl-szindrómát okoznak, és egyes betegekben, ahol mindkettő jelen van, olyan fenotípusokat mutattak ki, melyek önmagában egyik betegségnél se ismertek.
Mivel a ciliopátiák génjei gyakran egymással összekapcsolt fejlődési útvonalakban vesznek részt, a rendszerbiológusok génmodulokat – meghatározott biológiai eredményeket okozó együttesen szabályozott géncsoportokat – kívánnak meghatározni.
Ezenkívül jelentős fenotípus-átfedés ismert a különböző ciliopátiák között, nagyrészt azért, mert sok érintett gén az elsődleges csillók működését érinti. Ezért ugyanaz a mutáció különböző klinikai eredményekhez vezethet, így a genetikai módosítók (azaz a betegség súlyosságát meghatározó gének) fontos szerepet játszanak a betegség súlyosságának és a szervi érintettség meghatározásában. 2017-ben 187 génről volt ismert, hogy a ciliopátiákkal közvetlenül összefügg, és 241 gént vizsgáltak ezen a téren.
E genetikai összetettség a molekuláris diagnózist nehézzé és szükségessé teszi. Az örökletes ciliopátiákhoz, például az autoszomális domináns és autoszomális recesszív policisztás vesebetegséghez (ADPKD, ARPKD), hagyománys módszereket, például kapcsolatelemzést és célzott mutációvizsgálatot használtak. A modern megközelítések, például a génpanelek, az exomszekvenálás és a genomszekvenálás egyre jobban kiváltják e hagyományos módszereket, mert lehetővé teszik az ismert és a ritka mutációk azonosítását, és lehetővé teszik a recesszív betegségek heterozigóta hordozóinak azonosítását. E módszerek lehetővé teszik a gyakori és ritka mutációk szélesebb körű észlelését, és különösen hasznosak a recesszív ciliopátiák heterozigóta hordozóinak. A teljesebb orvosi genetikai profil révén ezek az eszközök javítják a diagnosztikai pontosságot, és könnyítik az új ciliopátiaasszociált gének azonosítását.
A genetikailag meghatározott ciliopátia hagyományos példája az ADPKD, melyet a policisztin-1-et, illetve policisztin-2-t kódoló PKD1, illetve PKD2 gének mutációi okoznak. E fehérjék létfontosságúak a csillók mechanoszenzoros működésében a vese epitéliumában. A mutációk hibás jelzést és cisztaképzést okoznak, melyek végül veseelégtelenséghez vezethetnek.

## Történet
A csillók felfedezése fontos volt a biológiában. Az 1670-es években Antonie van Leeuwenhoek kis „állatkákról írt az esővízben, ahol kis, mozgó kiemelkedéseket figyelt meg felszínükön, melyeket ma csillóknak nevezünk. Ez volt a helyváltoztató mozgásban és a környezet érzékelésében fontos sejtszervecskék első ismert megfigyelése.
A korai felismerés ellenére a csillók funkcionális jelentősége évszázadokon át ismeretlen volt. A nem mozgó elsődleges csillókat először 1898-ban írták le, de sokáig biológiai jelentőség nélküli vesztigiális szerkezetnek tartották. Csak a mikroszkópia és a molekuláris genetika 20. század végén, 21. század elején történt fejlődésével sikerült igazolni a csillók fontos szerepét a fejlődésben és a betegségben. Ma már ismert, hogy az elsődleges csillók érzékelő sejtszervecskék, melyek számos jelzőútban, például a Hedgehog- és Wnt-jelzőútban is részt vesznek, és fontosak a szöveti minták, a sejtdifferenciálódás és a szervfejlődés kialakulásában. A csillók „sejtantennák”, melyek mechanikai, kémiai és hőingereket észlelnek a környezetben.
A ciliopátiák kutatásának modern korát az emlősgenetika előrehaladása is segítette. Ez lehetővé tette a csillókkal kapcsolatos gének mutációinak azonosítását, melyek számos genetikai rendellenesség – ciliopátia – okozói. Ilyenek például az autoszomális domináns és recesszív policisztás vese, a nephronophthisis, a Bardet–Biedl-szindróma, a Joubert-szindróma stb. A betegségek átfedő fenotípusai a csillók közös molekuláris szerkezetét és szervrendszereken át nyúló közös szerepeiket. A számos tudós, például Karl Ernst von Baer által az embriológia terén végzett alapkutatás a modern fejlődésbiológia terén alapvető munka volt. Bár von Baer nem írta le a csillókat, az embrionális szövetek általa végzett alapos megfigyelései során megfigyelt csillós szerkezeteket. Öröksége ma is befolyásolja a csillók korai fejlődésben, különösen a bal-jobb aszimmetria kialakulásában és a szervek megfelelő helyzetének kialakításában betöltött szerepének kutatását.

## Fordítás
Ez a szócikk részben vagy egészben  a   Ciliopathy című angol Wikipédia-szócikk ezen változatának fordításán alapul.  Az eredeti cikk szerkesztőit annak laptörténete sorolja fel. Ez a jelzés csupán a megfogalmazás eredetét és a szerzői jogokat jelzi, nem szolgál a cikkben szereplő információk forrásmegjelöléseként.